# بابتای
بابتای (به لاتین: Babtai) یک شهرک در لیتوانی است که در شهرستان کاوناس واقع شده‌است.

## خصوصیات
بابتای ۱٬۷۱۵ نفر جمعیت دارد.